# Indigokarmijn
Indigokarmijn of indigotine I is een natuurlijke, wateroplosbare blauwe kleurstof uit de indigoplant. De stof is als voedingsadditief geregistreerd als E-nummer E132. Het is een blauwpaars poeder.

## Toepassingen
Indigokarmijn wordt hoofdzakelijk als pH-indicator en redoxindicator gebruikt. De stof kleurt blauw bij een pH lager dan 11,5 en geel bij een pH van 14. In het omslaggebied, tussen pH 11,5 tot 14, kleurt de stof groen. Indigokarmijn wordt ook als kleurstof gebruikt voor textiel, in voedsel, tabletten en capsules, in de microscopie en voor diagnostische doeleinden (testen van de nierfunctie).
Indigokarmijn geeft blauwe muisjes hun kleur.

## Toxicologie en veiligheid
Indigokarmijn is gevaarlijk bij inhaleren of als het ingeslikt wordt. Het irriteert de huid en ogen. Van deze kleurstof is bekend dat allergische reacties kunnen optreden, zoals huiduitslag (urticaria), jeuk, bronchoconstrictie, hypo- of hypertensie en bradycardie.